# ショーン・ウィリアムス (ラグビー選手)
ショーン・ウィリアムス（Shaun Williams、1998年4月13日 - ）は、南アフリカ共和国のラグビーユニオン選手。

## プロフィール
- 南アフリカ共和国・ルステンブルク出身[1]。
- ポジションはスクラムハーフ(SH)。
- 身長 174cm、体重 68kg
- 7人制南アフリカ共和国代表に選ばれた[2]。

## 略歴
2018年、ゴールデン・ライオンズに加入。
2024年、2024パリ五輪の7人制南アフリカ共和国代表に選ばれて銅メダル獲得。